# Nadadores
Nadadores är en kommun i Mexiko.   Den ligger i delstaten Coahuila, i den centrala delen av landet, 900 km norr om huvudstaden Mexico City. Arean är 835 kvadratkilometer.
Terrängen i Nadadores är varierad.
Följande samhällen finns i Nadadores:
- Villa de Nadadores
- Colonia California